# Sarah Lennox
Sarah Lennox (14 februari 1745 - Londen, 26 augustus 1826) was een Britse aristocrate en was een dochter van de hertog van Lennox, Charles Lennox en Sarah Cadogan.

## Biografie

### Vroege jaren
Sarah Lennox groeide in haar kinderjaren voornamelijk op in Goodwood House, het familielandgoed van de familie Lennox. De familie bracht ook diverse bezoeken aan Londen en tijdens deze bezoeken leerde de jonge Sarah Lennox koning George II van Groot-Brittannië kennen. Nadat zowel haar vader als haar moeder korte tijd achter elkaar overleden in 1750 en 1751 kwam ze onder de voogdij van haar oudere zus Emily Fitzgerald die door haar huwelijk gravin van Leinster was. De volgende jaren bracht Lennox door in Ierland op het landgoed van Carton House.
In 1759 keerde Lennox terug naar Londen en na haar kreeg ze veel bewonderaars vanwege haar schoonheid. Ze werd ook geïntroduceerd op het hof waar ze de aandacht kreeg van de prins van Wales. Prins George sprak zelfs zijn hoop uit om met haar te trouwen zodat Sarah Lennox zijn koningin kon zijn. Zelf moest ze niks hebben van een verbintenis met de kroonprins en ook enkele familieleden van prins George waren er tegen. Hij huwde uiteindelijk met Charlotte van Mecklenburg-Strelitz in 1761 en bij het huwelijk was Sarah Lennox een van de bruidsmeisjes.

### Huwelijksleven
Kort na het koninklijk huwelijk werd ze de verloofde van William John Kerr, maar ze verbrak de verloving om te huwen met Charles Bunbury. Het huwelijk werd gesloten 2 juni 1762 in Holland House. Het was geen gelukkig huwelijk en in 1767 vertrok ze naar Parijs waar ze met verschillende mannen een verhouding kreeg, waaronder Frederick Howard. Lennox kreeg ook een verhouding met haar neef William Gordon en raakte van hem zwanger. Bunbury accepteerde het kind dat geboren werd en bracht het kind groot alsof het zijn eigen kind was.
Nadat ze een tijdje openlijk had samengeleefd met Gordon scheidde ze van Bunbury in 1776. In datzelfde jaar leerde ze de militair George Napier kennen en met hem zou ze in 1781 trouwen. Uit het huwelijk met Napier kwamen acht kinderen voort. Hij zou in 1804 overlijden. In 1806 verhuisde Sarah Lennox naar Cadogan Place in Londen. Kort na de verhuizing verslechterde haar gezondheid en uiteindelijk overleed ze in 1826 op 81-jarige leeftijd.

## Nageslacht
Uit haar verhouding met William Gordon kreeg ze een kind die werd opgevoed door de echtgenoot van Sarah Lennox, Charles Bunbury:
- Louisa Bunbury

Uit haar huwelijk met George Napier kreeg Lennox acht kinderen:
- Charles James Napier (1782 – 1853), Brits generaal.
- Emily Louisa Augusta Napier (1783 – 1863), gehuwd met Henry Bunbury.
- George Thomas Napier (1784 – 1855), Brits generaal.
- William Francis Patrick Napier (1785 – 1860), Brits generaal en historicus.
- Richard Napier (1787 – 1868)
- Henry Edward Napier (1789 – 1853), Brits marineofficier.
- Caroline Napier (1790–1810)
- Cecilia Napier (1791–1808)

## In populaire media
In 1999 was er op de BBC een miniserie, Aristocrats, te zien over het leven van Sarah Lennox en haar zussen. Haar rol werd gespeeld door de actrice Jodhi May.